# Potii-ta-rire
 (janvier 2019).
Potii-ta-rire, dans la mythologie tahitienne, est la déesse de la magie.